# Esmeraldas (Minas Gerais)
Esmeraldas ist eine brasilianische Gemeinde im Bundesstaat Minas Gerais, die in der Metropolregion Belo Horizonte liegt. Die Einwohnerzahl wurde vom brasilianischen Institut für Geografie und Statistik (Instituto Brasileiro de Geografia e Estatística – IBGE) im Jahr 2022 auf 85.598 Einwohner geschätzt.

## Geschichte
Die Kolonisierung der Region begann im 17. Jahrhundert mit der Ankunft des São Paulo Bandeirante Fernão Dias Paes Leme. Die Gebrüder Coelho waren Teil der Expedition und siedelten sich in der Region an, die für Ackerbau und Viehzucht günstig war.
Die Region wurde 1832/1891 unter dem Namen Santa Quitéria zum Bezirk erhoben und der Gemeinde Sabará unterstellt. 1901 wurde sie durch das Staatsgesetz Nr. 319 vom 16. September 1901 zur Stadt (vila) erhoben und erhielt 1925 den Stadtstatus (status de cidade). Seit 1943 trägt sie ihren heutigen Namen.

## Tourismus
Die Stadt hat viele touristische Attraktionen. Sie ist bekannt für ihr in Bananenblättern gebackenes Käsebrot. Im Bereich des ökologischen Tourismus gibt es den Wanderweg Caminho de Santa Quitéria, der Esmeraldas mit Betim verbindet.
Zu den historischen Gebäuden gehören die modernistische Matriz de Santa Quitéria, der Casarão da Vereda, die Kapelle Santana Andiroba, der Sadi Alves Vieira-Platz und der Casarão da Fazenda Santo Antônio, die Residenz des Vicomte de Caeté, des ersten Präsidenten der Provinz Minas Gerais. In der Stadt befindet sich auch eine Christus-Erlöser-Kirche.

## Demografie
Bei der Volkszählung von 2022 wurden 85.598 Einwohner gezählt, davon 43.170 (50,43 %) Frauen und 42.428 (49,57 %) Männer.

## Geografie - Untergliederungen

### Distrikte
- Melo Viana
- Andiroba

### Stadtteile
| - Andiroba - Alexandria - Bambus - Bandeirantes - Beira Córrego - Belvedere - Caio Martins - Caracóis de Baixo - Cachoeirinha - Clube dos Duzentos - Caracóis de Cima - Castelo Branco (conj. habit.) - Cidade Jardim - Dona Guilhermina - Dumaville - Fernão Dias - Floresta Encantada | - Florença - Flórida - Jardim das Oliveiras - Jardim dos Coqueirais - Morro do Alemão - Morro do Papagaio - Monte Sinai - Morada Santa Quitéria - Nova Esmeraldas - Novo Retiro - Nossa Fazenda - Padre João - Pousada dos Bandeirantes - Quati - Quintas de São José - Recanto da Mata - Recanto Verde | - Recreio do Retiro - Refúgio dos Tropeiros - Santa Quitéria - Santa Cecilia - São Francisco de Assis - São José - São Pedro - Serra Verde - Solar das Palmeiras - Tijuco - Urucuia - Vale do Palmital - Vale Bom Jesus - Vale das Esmeraldas - Vargem Bento da Costa - Vista Alegre |